# 코리나 (시인)

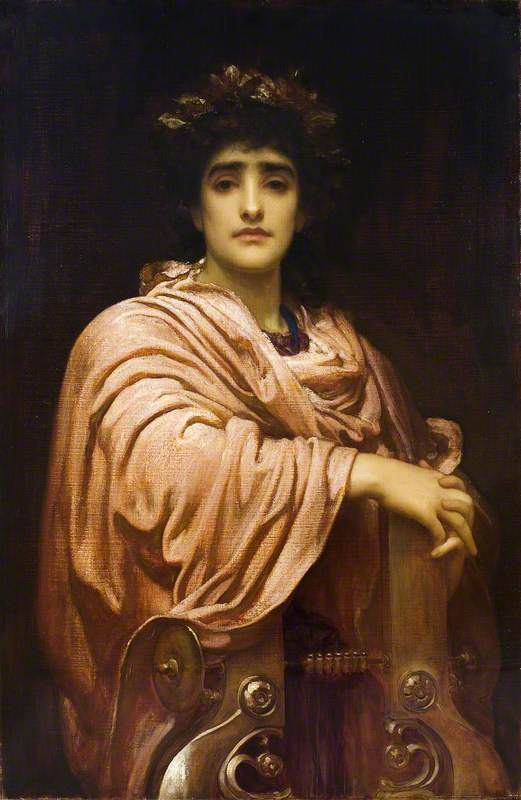
1893년 프레더릭 레이턴의 그림

코리나(Corinna, 고대 그리스어: Κόριννα, 로마자 표기: Korinna)는 보이오티아현의 타나그라 출신의 고대 그리스 서정시인이었다. 고대 자료에서는 그녀를 핀다르(기원전 518년경 출생)와 동시대인으로 묘사하지만, 모든 현대 학자들이 이 전통의 정확성을 받아들이는 것은 아니다. 그녀가 살았던 시기는 20세기 초부터 많은 논쟁의 주제였으며, 날짜는 기원전 5세기 초부터 3세기 후반까지로 추정된다.
코리나의 작품은 단편적으로만 남아 있다. 시의 세 부분은 이집트에서 온 2세기 파피루스에 보존되어 있다. 몇몇 짧은 작품은 고대 문법학자들의 인용문에 남아 있다. 그들은 지역 보이오티아 전설에 초점을 맞추고 있으며 신화적 혁신이 특징이다. 코리나의 시는 종종 잘 알려진 신화를 재작업하여 다른 출처에서 알려지지 않은 세부 사항을 포함한다. 그녀의 고향인 타나그라에서는 존경받고 고대 로마에서는 인기가 있었지만 현대 비평가들은 종종 그녀를 편협하고 지루하다고 여겼다. 그럼에도 불구하고 그녀의 시는 그녀의 작품이 살아남은 고대 그리스의 몇 안 되는 여성 시인 중 한 명이기 때문에 흥미롭다.